# Bracon eucalypti
Bracon eucalypti är en stekelart som beskrevs av Cameron 1911. Bracon eucalypti ingår i släktet Bracon och familjen bracksteklar. Inga underarter finns listade.